# ブンブク目
ブンブク目（ブンブクもく、Spatangoida）は、棘皮動物門ウニ綱に分類される目。白亜紀後期に出現したとされ、ウニ綱では最も種類の多いグループである。ブンブク目に分類される海産動物の総称はブンブクウニ（文福海胆）で、名称は昔話の文福茶釜でタヌキが化けた茶釜に由来するといい、明治以降に名付けられたとされる。英語では殻が心臓の形に似ていることからheart-urchinと呼ばれる。日本近海では約40種が知られている。

## 特徴
よく知られる円形のいがぐり型のウニとは異なり、前後の区別があり、左右対称の殻を持つ。口（周口部）は殻の下側のやや前方、肛門（囲肛部）は殻の後端に位置する。
大きさは直径2センチメートルから、大きいもので20センチメートルくらいまで。
ほとんどの種が海の砂泥の中に潜って生活し、砂泥中の微生物などを餌としている。オカメブンブクが多く生息している場所では、海底を掘り進むことによって生態系に大きな影響を与えていることが判明している。体表は獣の毛のような棘で覆われる。例外として、砂に潜らないバサラブンブクは頑丈な棘をもつ。
分類学上としては、殻の上面にある呼吸のための孔対が花紋（5つの花弁からなる花のような模様）を形成する、「アリストテレスの提灯」と呼ばれる餌を咀嚼するための器官であるランタンを持たない、耳状骨を持たない（タコノマクラ目は2対、カシパン目は1対の耳状骨を持つ）などの特徴がある。

## 分類
「科」については日本分類学会連合 (2003) に記載のもの、個別の種については『ウニ ハンドブック』に記載のものである。 ニセブンブク科やブンブクモドキ科、トックリブンブク科などの科をブンブクモドキ目（ニセブンブク目）Holasteroidaに分ける分類もある。
- ニセブンブク科 Holasteridae
- ブンブクモドキ科 Urechinidae
- トックリブンブク科 Pourtalesiidae
- ヘンゲブンブク科 Palaeopneustidae
  - ウリザネブンブク【Platybrissus roemeri Grube, 1865】、バサラブンブク【Heterobrissus niasicus (Döderlein, 1901)】
- コダヌキブンブク科 Hemiasteridae
- イツクチブンブク科 Palaeostomatidae
- ユメブンブク科 Aeropsidae
- アナグマブンブク科 Pericosmidae
- ブンブクチャガマ科 Schizasteridae
  - ブンブクチャガマ、オーストンキツネブンブク【Brisaster owstoni Mortensen, 1950】、セイタカブンブク【Moira lachesinella Mortensen, 1930】
- ホンブンブク科 Spatangidae
  - オニヒメブンブク【Maretia planulata (Lamarck, 1816)】、ネズミブンブク【Nacospatangus altus (A. Agassiz, 1864)[13]】
- ヒラタブンブク科 Loveniidae
  - ヒラタブンブク【Lovenia elongata (Gray, 1845)】、オカメブンブク【Echinocardium cordatum (Pennant, 1777)】
- オオブンブク科 Brissidae
  - タヌキブンブク【Brissopsis luzonica (Gray, 1851)】、オオブンブク【Brissus agassizii Döderlein, 1885】、ミナミオオブンブク【Brissus latecarinatus (Leske, 1778)】、ライオンブンブク【Metalia latissima H.L. Clark, 1925】、ライオネスブンブク【Metalia angustus de Ridder, 1984】、ヤマネコブンブク【Metalia spatagus (Linnaeus, 1758)】